# Ford Romania
Ford Romania, офіційно Ford Otosan Romania SRL ― виробнича компанія Ford Otosan, що знаходиться в Крайові, Румунія.  Компанію було засновано у 2008 році після покупки компанією Ford Daewoo Automobile Romania. У 2022 році компанія Ford Romania була придбана Ford Otosan і змінила назву на Ford Otosan Romania SRL.
Перша дочірня компанія Ford у Румунії була заснована в Бухаресті в 1931 році і працювала до 1948 року, коли її націоналізувала комуністична влада. У 1930-х роках фабрика, що належала Ford Romania, могла виробляти 600—700 автомобілів на рік і була однією з шести фабрик Ford зі складальними та виробничими лініями.

## Історія

### 20 століття

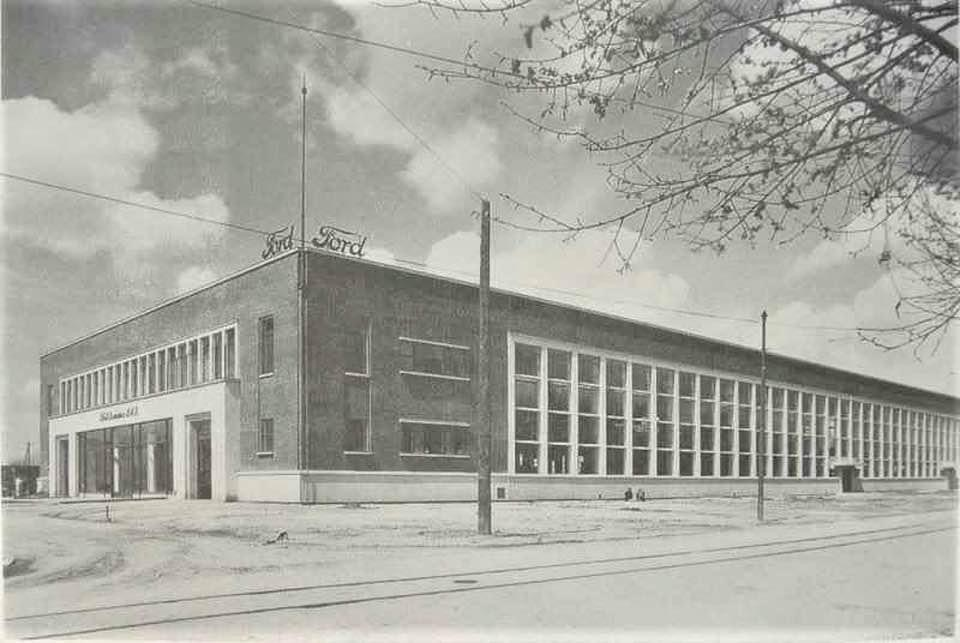
Завод Ford у Флореасці, Бухарест, 1935 рік

Royal Garage імпортувала автомобілі Ford ще в травні 1911 року. Невдовзі інші агентства, такі як Colin & Co., Leonida & Co., Noel SAR і Raf SAR, розширили ринок. Автомобілями Ford володіли численні політичні діячі. Серед них був Йонел Братіану, чия донька називала свій автомобіль Forduța. Автомобілі Ford мали миттєвий успіх, тому з травня 1911 року по листопад 1912 року Royal Garage вже продав 106 автомобілів Ford. 8 грудня 1920 року Collin & Co. від імені Ford Motor Company попросила дозвіл на будівництво складального заводу в Румунії. На жаль, Вінтиле Братіану, який був «завідомо антиамериканським», відхилив пропозицію на жаль людей, які безпосередньо були залучені, а також громадської думки.
У жовтні 1927 року Вільям Г. Коллінз (у майбутньому помічник менеджера в Александрії, Єгипет) продовжив пропозицію про створення складального заводу в Констанці. Нарешті, у 1931 році Ford Motor Company відкрила дочірню компанію в Бухаресті — Ford Româna SAR  Після цього було відкрито конвеєр у Бухаресті в 1932 році, після завершення переговорів між королем Каролом II і Генрі Фордом.  1 березня 1935 року Ford Romania звернувся із запитом на будівництво нового заводу на Calea Floreasca під назвою Uzina de Montaj Ford Româna SAR.  Архітектором був Пауль Еміль Міклеску за участі Йоани Голеску. Раніше компанія купила 7535 квадратних метрів у Imobiliara Chrissoveloni за ціною 2335850 леїв 26 вересня 1934 року. Крім того, Ford Romania мала намір отримати переваги, надані законом про заохочення національної промисловості, підписати договір на десять років, і імпортувати 2500 одиниць на рік, і можливість збільшити цю кількість, якщо попит буде вищим. Нарешті, компанія попросила оподатковувати її частини, а не готові одиниці.
6 травня 1936 року уряд скоротив привілеї, надані Форду, таким чином кількість імпортованих одиниць впала до 100; назви частин були ідентифіковані окремо, наприклад, фарба, масло для клапанів.  15 травня 1936 року складальний цех, що знаходився в буд. V. Craiu (Calea Floreasca) відкрито. Потужність цього складального заводу становила 2500 автомобілів на рік і різного ремонту 6000 автомобілів на рік. Співробітники складалися з: «250 робітників, з яких п'ять іноземних майстрів, п'ять техніків і румунський кресляр. Технічним керівником був румунський інженер (Л. Д. Гречану). Адміністративне керівництво мав здійснювати генеральний директор, австрійський громадянин, якому допомагали п'ять менеджерів, четверо румунських громадян і один швейцарець, яким в офісі допомагають дванадцять бухгалтерів і двадцять шість адміністративних клерків, п'ятеро з яких іноземні громадяни».
Ford Româna SAR запустив першу лінію з виробництва автомобілів у Східній Європі на заводі в районі Флореаска в Бухаресті, де збирали Ford 1935 року (моделі V8-48 і V8-68), Ford 1937 року (V8-74/78, V8-81A/ 82A, моделі V8-91A/92A і V8-01A/02A), у версіях Standard і De Luxe, Mercury Eight, а також вантажівки Marmon-Herrington і Fordson.  У 1930-х роках завод у Бухаресті був одним із шести подібних заводів у світі, якими володів Форд. Виробнича потужність заводу досягала 600—700 автомобілів на рік, інші автомобілі збиралися з імпортних комплектів.  У 1937 році Едсел Форд був призначений адміністратором заводів у Бухаресті, тоді як Ніколає Малакса був призначений президентом румунської компанії Ford. До 1939 року завод у Бухаресті розширив свою продукцію різними типами вантажівок, побудованих на шасі Fordson 157, які повністю вироблялися в країні.
Завод продовжував виробництво до Другої світової війни, коли фабрика була передана під контроль румунської армії та продовжувала в основному ремонтні роботи для армійського автопарку.  Виробництво військових вантажівок також продовжилося: 2320 3-тонних вантажівок, 200 бензовозів і 488 Marmon-Herrington, поставлених між 1939 і 1942 роками.  Коли Румунія виступила на боці Німеччини під час війни, імпорт з Великобританії та Сполучених Штатів були зупинені, і новий австрійський директор був призначений відповідальним за фабрику. Після серпня 1944 року завод продовжив ремонтні роботи як румунської, так і радянської армійської техніки. Після війни, у 1948 році, компанія була націоналізована, і в 1960 році вона змінила свою діяльність на Automatica, виробника електрообладнання та засобів автоматизації.

### 21 століття

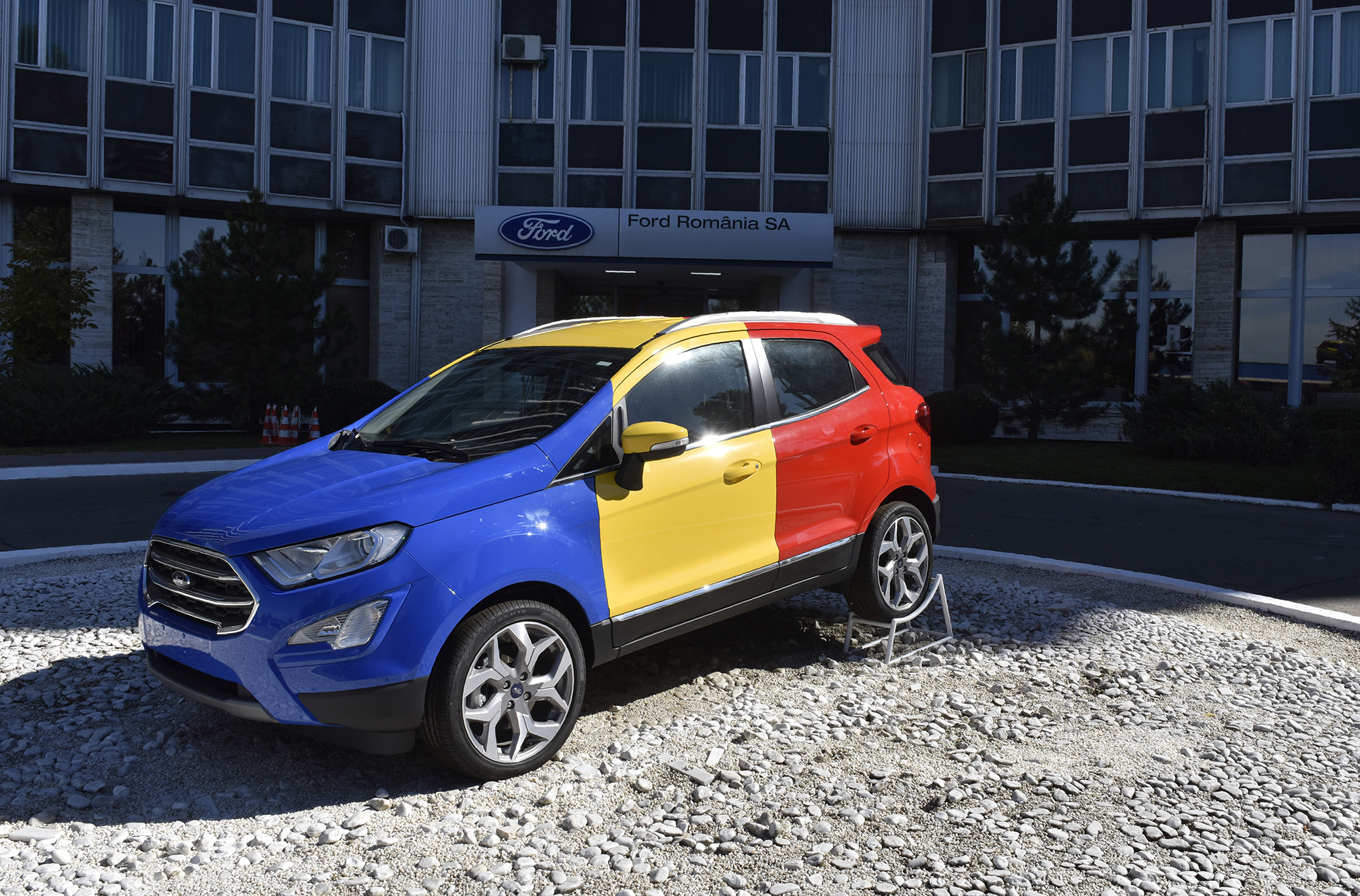
Ford EcoSport перед штаб-квартирою Ford Romania

У наш час компанія розташована в Крайові, на колишньому автомобільному заводі Oltcit, пізніше заводі Daewoo Motors у Румунії (як Daewoo Automobile Romania), який Ford придбав у 2008 році від румунського уряду.
Виробництво автомобілів на заводі почалося у вересні 2009 року з Ford Transit Connect, а пізніше з Ford B-Max. Виробництво двигунів на заводі включає три- та чотирициліндрові версії сімейства двигунів Ford EcoBoost.  Завод має виробничу потужність 300 000 одиниць на рік, і він був третьою компанією країни за вартістю експорту у 2016 році.
У березні 2016 року було оголошено, що Ford EcoSport буде виготовлятися на заводі в Крайові, починаючи з осені 2017 року, перемістивши виробництво для європейського ринку з заводу в Ченнаї, Індія. Це сталося на тлі зростаючого ринку позашляховиків у Європі та принесло заводу інвестиції в розмірі 200 мільйонів євро.  У 2019 році Ford розпочав виробництво Ford Puma на заводі в Румунії.
У березні 2022 року було оголошено, що Ford Otosan збирається придбати у власність Ford Romania.  Передача заводу в Крайові від дочірньої компанії Ford Motor Company Ford of Europe була завершена в липні 2022 року. Того ж року Ford Otosan оголосив, що виробництво буде збільшено, а також будуть вироблятися моделі електромобілів.  У 2024 році компанія отримала кредит у розмірі 435 мільйонів євро від консорціуму банків, спрямованих на розширення інвестицій в обладнання, установки та інженерну сферу заводу в Крайові.

## Продукти

### Автомобілі
- Ford Puma (2019–тепер)

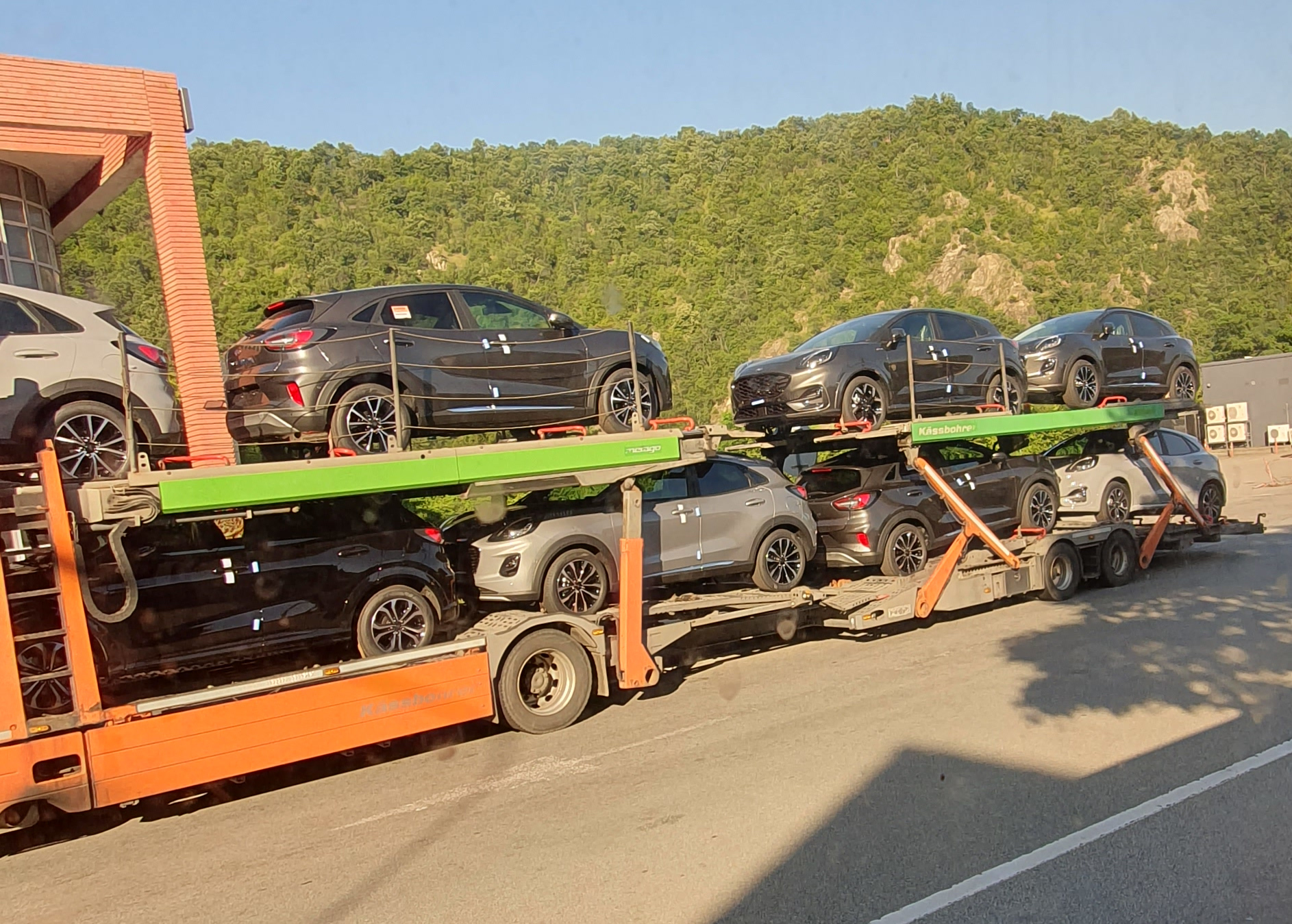
Ford Puma, завантажені на причіп автовоза в Румунії

- Ford Transit Courier II (2023–тепер)

### Історичні
- Ford Transit Connect I (2009—2012)
- Ford B-Max (2012—2017)
- Ford EcoSport (2017—2023)

### Двигуни
- 1.0 L EcoBoost I3 (2012–тепер)
- 1.5 L EcoBoost I4 (2013—2014)